# Coenagrion caerulescens
Coenagrion caerulescens – gatunek ważki z rodziny łątkowatych (Coenagrionidae).